# Piotr Hiacynt Śliwicki
Piotr Hiacynt Śliwicki, Piotr Jacek Śliwicki herbu Jelita (ur. 3 lipca 1705, zm. 5 maja 1774 w Warszawie) – polski ksiądz katolicki, wizytator generalny polskiej prowincji misjonarzy św. Wincentego a Paulo (od 1739) i reformator seminariów tego zgromadzenia; proboszcz kościoła Świętego Krzyża w Warszawie w latach 1739–1763. Był spowiednikiem Stanisława Augusta Poniatowskiego i uczestnikiem obiadów czwartkowych.

## Rodzina i wykształcenie
Rodzicami Piotra byli Jan Śliwicki, tytułowany cześnikiem chełmskim, pisarz skarbu koronnego i Elżbieta z domu Knabe. Ojcem Jana był prawdopodobnie także Jan, towarzysz roty pancernej, nobilitowany w 1685 roku i przyjęty do herbu przez Marcina Zamoyskiego. Według Kaspra Niesieckiego Piotr miał cztery lub pięć sióstr; trzy z nich zostały zakonnicami.
Śliwicki kształcił się w warszawskim kolegium teatynów, a 20 marca 1721 roku wstąpił do seminarium Zgromadzenia Księży Misjonarzy przy kościele Świętego Krzyża, gdzie uczęszczał na studia filozoficzno-teologiczne.

## Działalność w zgromadzeniu
4 lipca 1723 roku Śliwicki złożył śluby zakonne, a 28 października 1728 roku przyjął święcenia prezbiteriatu. Jeszcze będąc klerykiem wykładał filozofię w seminarium księży misjonarzy. Działalność dydaktyczną kontynuował jako ksiądz, prowadząc także wykłady z teologii dogmatycznej. W seminarium uczył do 1733 roku. W 1729 roku wydał przetłumaczony z francuskiego żywot Wincentego a Paulo.
W 1730 roku został prokuratorem polskiej prowincji zgromadzenia misjonarzy. W związku z tą funkcją odbywał liczne podróże po domach zgromadzenia w Polsce. Prowadził też korespondencję ze zwierzchnikami we Francji i w Rzymie, m.in. doradzając, by mimo autorytetu Gabriela Piotra Baudouina na stanowisko wizytatora polskiej prowincji mianowali raczej któregoś z Polaków, co będzie lepiej przyjęte przez miejscowych księży.
Stanisław Leszczyński mianował go kaznodzieją królewskim; Śliwicki towarzyszył królowi w oblężonym Gdańsku, a po kapitulacji miasta udał się do Krakowa. Wróciwszy do Warszawy, w latach 1735–36 pełnił funkcję kaznodziei w kościele Św. Krzyża. Wspomagał zabiegi o kanonizację Wincentego a Paulo, zbierając na ten cel fundusze i popularyzując jego postać i dzieło.
W 1737 roku reprezentował polskie zgromadzenie na rzymskich uroczystościach kanonizacji Wincentego a Paulo, a następnie podróżował po Francji i Niemczech. Nawiązał wówczas znajomość z benedyktynem Antoine’em Augustinem Calmetem, w którego dziele Dissertations sur les apparitions des anges, des démons et des esprits, et sur les revenants et vampires de Hongrie, de Bohême, de Moravie et de Silésie, wydanym w Paryżu w 1746 roku znajduje się list Śliwickiego zaświadczający, że badał opowieści o wampirach na terenach Polski i nie mają one żadnych realnych podstaw. Sam Śliwicki także planował napisanie rozprawy przeciwko podobnym zabobonom, ale nie zachowały się nawet notatki.
Po powrocie do Polski w 1739 roku został mianowany wizytatorem generalnym polskiej prowincji misjonarzy. Jednocześnie pełnił funkcję superiora warszawskiego domu zakonnego i proboszcza kościoła Św. Krzyża; za jego czasów ukończono budowę kościoła, stawiając lewą wieżę (1753–4) oraz wykańczając świątynię fasadą zaprojektowaną przez Jakuba Fontanę (1757).
Jako wizytator odbywał częste podróże, co 2–3 lata odwiedzając podległe mu placówki zakonne. Pięć razy zwołał konwenty prowincji, dwukrotnie uczestniczył w konwentach generalnych zgromadzenia, mających miejsce w Paryżu w 1747 i 1759 roku. Czynił na nich starania o podział dużej polskiej prowincji, jednak bez rezultatów. Zreformował seminaria prowadzone przez misjonarzy, wydłużając okres nauki do dwóch lat i wprowadzając niewykładane wcześniej przedmioty świeckie. Dbał też o dobór odpowiedniej kadry i zasoby biblioteczne, sprowadzając podręczniki z zagranicy.
Jako wizytator generalny Śliwicki zatwierdzał też druk publikacji zawierających treści religijne; według Władysława Konopczyńskiego wywierał tym samym znaczący wpływ na życie umysłowe tamtego okresu. Dopuścił do druku m.in. O religii poczciwych ludzi Stanisława Konarskiego oraz prace Jean-François Marmontela: Belizariusz (bez rozdziału o tolerancji religijnej) i Szczęśliwa Familia, co w 1770 roku stało się przyczyną konfliktu Śliwickiego z nuncjuszem papieskim Angelo Marią Durinim, który uznał te pozycje za niezgodne z wiarą katolicką i poinformował o całej sprawie Rzym.
27 marca 1763 roku zrezygnował z funkcji proboszcza i superiora domu zakonnego, pozostając jednak wizytatorem.